# Ganterschwil
Ganterschwil est une localité et une ancienne commune suisse du canton de Saint-Gall, située dans la circonscription électorale de Toggenburg. 

## Histoire

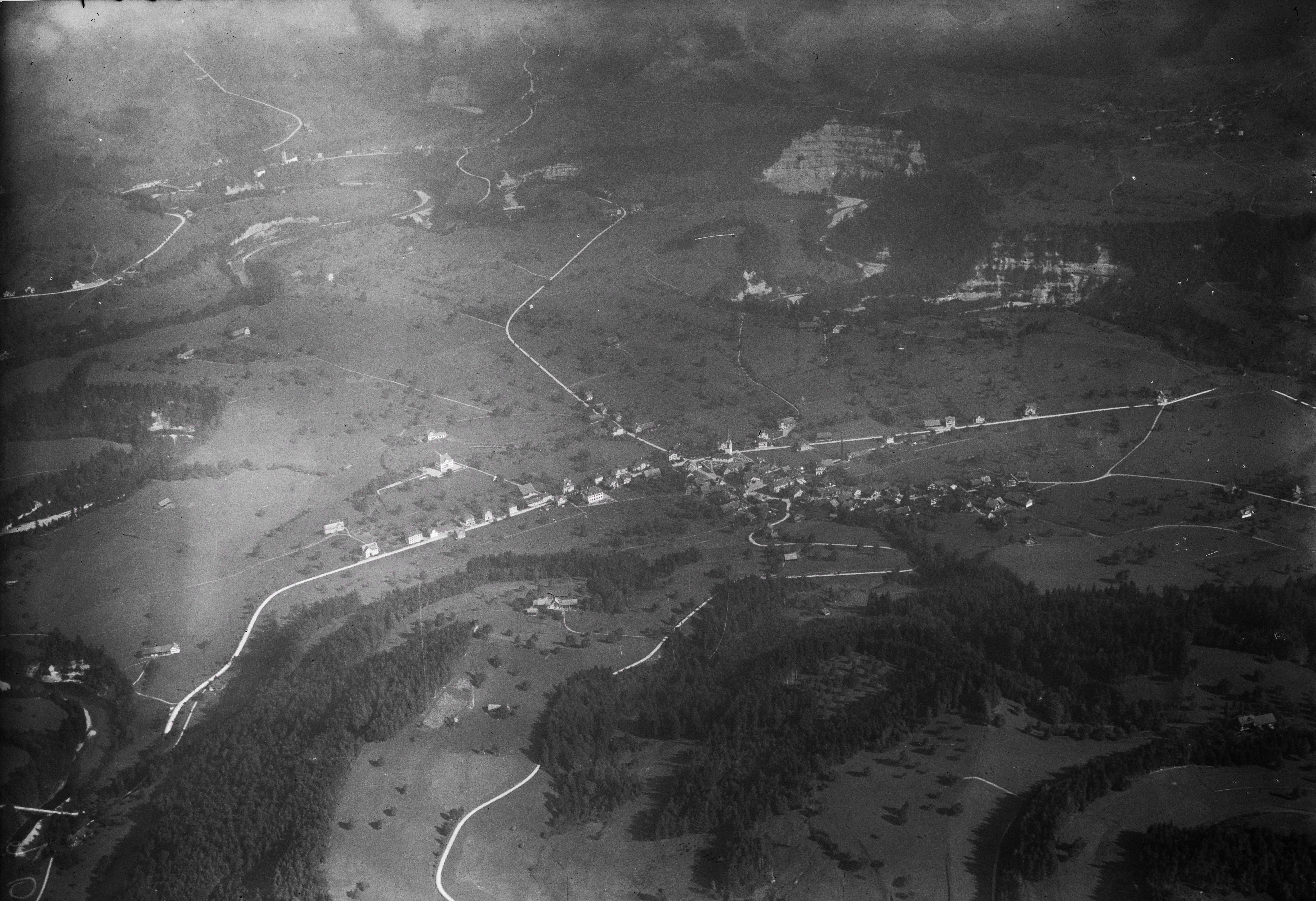
Vue aérienne par Walter Mittelholzer (1923)

Le 1er janvier 2013, Ganterschwil a fusionné avec la commune de Bütschwil pour former celle de Bütschwil-Ganterschwil.